# (5106) Mortensen
(5106) Mortensen es un asteroide perteneciente al cinturón de asteroides, descubierto el 19 de febrero de 1987 por Poul Jensen desde el Observatorio Brorfelde, Holbæk, Dinamarca.

## Designación y nombre
Designado provisionalmente como 1987 DJ. Fue nombrado Mortensen en homenaje a Inger Mortensen, tía del astrónomo Karl Augustesen, observador desde Brorfelde.

## Características orbitales
Mortensen está situado a una distancia media del Sol de 3,019 ua, pudiendo alejarse hasta 3,396 ua y acercarse hasta 2,642 ua. Su excentricidad es 0,124 y la inclinación orbital 10,86 grados. Emplea 1916,53 días en completar una órbita alrededor del Sol.

## Características físicas
La magnitud absoluta de Mortensen es 12,2. Tiene 14,481 km de diámetro y su albedo se estima en 0,141.